# Moord op Valentin Vermeesch
Valentin Vermeesch was een jongen van 18 jaar oud, met een lichte mentale achterstand, die in 2017 werd doodgemarteld door vijf hangjongeren uit de buurt.

## De feiten
In de nacht van 26 op 27 maart 2017 werd Valentin Vermeesch ontvoerd en gedurende 6 uur verkracht, geslagen en gemarteld. Zijn vijf kwelgeesten, die Valentin beschouwde als zijn vrienden, allen van kansarme achtergrond, hadden scènes van die nacht gefilmd.
Nadat Valentin was vastgebonden, bespraken de vijf jongeren het lot van de jongen. Hij probeerde te ontsnappen voordat hij uiteindelijk levend en geboeid bij Statte, Hoei, in de Maas werd geduwd, waar hij is verdronken. Zijn lichaam werd op 14 april 2017 gevonden met zijn handen geboeid achter de rug.

## Verdachten
In het proces voor het Assisenhof van Luik stonden de volgende personen terecht: Alexandre Hart (19 jaar op het ogenblik van de feiten), Belinda Donnay (20), Killian Wilmet (16), Loïck Masson (21) en Dorian Daniels (20).

## Proces
Vijf jongeren zijn in juni 2019 door de jury van het Luikse hof van assisen veroordeeld voor moord, marteling, onmenselijke behandeling, aanranding van de eerbaarheid, opsluiting en doodsbedreigingen en mishandeling van een kwetsbaar persoon. Voor vier van hen - niet Loïck Masson - kwam daar nog verkrachting bij.

## Veroordeling
De jury van het assisenhof van Luik beraadslaagde meer dan acht uur over de strafmaat, en sprak volgend oordeel uit:
- Alexandre Hart (21): levenslang
- Belinda Donnay (22): levenslang
- Killian Wilmet (18): gevangenisstraf van 29 jaar
- Loïck Masson (23): gevangenisstraf van 27 jaar
- Dorian Daniels (22): gevangenisstraf van 25 jaar

Alexandre Hart en Belinda Donnay worden beschouwd als de hoofddaders en als diegenen die Vermeesch in het water duwden. Volgens de juryleden was er geen enkele verzachtende omstandigheid voor hun daden. De drie andere beschuldigden worden aangezien als mededaders. Van hen kreeg Killian Wilmet, die nog minderjarig was op het moment van de moord, de zwaarste straf. Het assisenhof legde hem een gevangenisstraf op van 29 jaar en een terbeschikkingstelling van 15 jaar. Wilmet filmde een deel van de feiten.

## Verdediging van verdachten
Mr. Sarah Van de Wijngaert, advocaat van Wilmet, ontweek de psychopathische persoonlijkheid van haar cliënt niet. Ze hield echter vol dat Killian Wilmets reis naar de hel begon bij de echtscheiding van zijn ouders. Hij had geen goed vaderlijk voorbeeld, maar had naar verluidt geëvolueerd, volgens de strafrechtadvocaat: "Het is voorbarig om te denken dat hij een risico op recidive vormt. Zijn evolutie is aan de gang. Hij is al een jaar niet meer betrokken bij incidenten. Er was psychotherapeutische opvolging. Het herstelwerk is begonnen en moet worden voortgezet", betoogde de advocaat. De jury hield hier uiteindelijk geen rekening mee.

## Eerder incident
Valentin Vermeesch was op 9 januari 2016 al eens onmenselijk behandeld. Het incident werd gepleegd in een appartement in Hoei door Philippe C. en Alexandre Hart. Philippe C. zou Valentin Vermeesch hebben vastgebonden, voordat hij hem sloeg en met een windbuks beschoot. Ook die scène werd gefilmd. Op de video is te zien hoe het slachtoffer zijn aanvaller smeekt om niet meer op hem te schieten. Hart zou Valentin eindelijk hebben vrijgelaten nadat de laatste van de grond had gegeten.